# Contea di Xiushui
La contea di Xiushui (修水县S, Xiūshuǐ XiànP) è una contea della Cina, situata nella provincia di Jiangxi e amministrata dalla prefettura di Jiujiang.